# Recalque (psicanálise)
Recalque ou repressão  é um dos conceitos fundamentais da psicanálise, tendo sido desenvolvido por Sigmund Freud. Denota um mecanismo mental de defesa contra ideias que sejam incompatíveis com o eu. Freud dividiu a repressão psicológica em dois tipos: a repressão primária, na qual o inconsciente é constituído; e a repressão secundária, que envolve a rejeição de representações inconscientes. A repressão é o processo psíquico através do qual o sujeito rejeita determinadas representações, ideias, pensamentos, lembranças ou desejos, submergindo-os na negação inconsciente, no esquecimento, bloqueando, assim, os conflitos geradores de angústia.

Diagrama em alemão mostrando o mecanismo psicológico da repressão: a linha vermelha representa a repressão, que bloqueia a "imaginação incompatível" (unvereinbare Vorstellung) e redireciona o eu (sek Bw) para a "ativação da imaginação" (aktivierende Vorstellung)

Segundo Sigmund Freud, os conteúdos refutados, longe de serem destruídos ou esquecidos definitivamente através da repressão psíquica, ao se ligarem à pulsão, mantêm sua efetividade psíquica no inconsciente. O reprimido (ou recalcado) constitui, para Freud, o componente central do inconsciente. "O recalcado se sintomatiza", diz o fundador da psicanálise. Ou seja: pela repressão, os processos inconscientes só se tornam conscientes através de seus derivados -  os sonhos ou os sintomas neuróticos. O conceito de repressão psicológica não foi originalmente definido por Freud. No século XIX, já havia sido utilizado por Johann Friedrich Herbart e por Theodor Meynert. Mas foi Sigmund Freud quem conseguiu descrevê-lo como um mecanismo essencial da cisão originária entre o consciente e o inconsciente no aparato psíquico.
Para Freud, a repressão opera porque a satisfação direta da moção pulsional, que se destina a causar prazer, poderia causar desprazer ao entrar em dissonância com as exigências provenientes de outras estruturas psíquicas ou exigências do meio exterior. Em sentido estrito, trata-se do mecanismo típico da neurose histérica, mas, em sentido amplo, é um processo que ocorre em todos os seres humanos, dado que constitui originariamente o inconsciente. O conceito foi adotado por distintas escolas e orientações dentro da psicanálise mas também por outras teorias psicológicas, resultando em definições às vezes muito diferentes entre si. Lacan, por exemplo, nos anos 1950, reinterpretou a teoria da repressão e do deslocamento de Freud usando as categorias linguísticas de metáfora e metonímia. Na medida em que a metáfora envolve a substituição de um termo por um outro que "desliza por baixo do balcão", ela seria, segundo Lacan, o correlato linguístico do mecanismo de repressão ou recalque.

## Mecanismo de ação da repressão
No texto Die Verdrängung (originalmente publicado em 1915, também traduzido como "A repressão"), Freud distingue três momentos do recalque:
- recalque originário (Urverdrängung), que, ao expulsar, da consciência, as primeiras representações intoleráveis associadas à pulsão, marca uma cisão da vida anímica, delimitando as áreas consciente/inconsciente e possibilitando a repressão posterior. A premissa de Freud é a de que toda representação, para poder ser reprimida, precisa ser atraída por essas representações originariamente reprimidas.
- recalque propriamente dito ou recalque secundário, que desloca, para o inconsciente, e ali mantém, as representações intoleráveis para a consciência, magnetizadas pelo núcleo do inconsciente constituído pela repressão originária.
- retorno do recalcado (Wiederkehr des Verdrängten), quando o recalcado expressa sua efetividade psíquica, posto que mantém uma tendência a alcançar de algum modo a consciência e a obter algum tipo de satisfação através das formações do inconsciente, como os sonhos, os atos falhos ou os sintomas neuróticos.